# Molon (Usurpator)
Molon (altgriechisch Μόλων, Mólōn; † Frühjahr 220 v. Chr.) war ein Satrap des Seleukidenreichs unter Antiochos III. Nach dessen Thronbesteigung im Jahr 223 v. Chr. erhielt er die Verwaltung über Medien, während sein Bruder Alexander die benachbarte Persis als Satrapie übernahm. Kurz nach ihrer Ernennung erhoben sie sich gegen den König und errangen zunächst bedeutende militärische Erfolge. Doch schließlich unterlagen sie den loyalistischen Truppen und nahmen sich das Leben. Molons Leichnam wurde daraufhin an einem vielbegangenen Pass über den Zagros zur Abschreckung zur Schau gestellt.

## Leben

### Hintergrund und Rebellion
Über das Leben des Molon und des Alexander vor ihrer Ernennung zu Satrapen bald nach dem Amtsantritt des Antiochos im Sommer 223 ist nur wenig bekannt. Sie scheinen dem griechischen Adel des Seleukidenreichs entstammt und bereits vor ihrer Ernennung eine herausragende Stellung innerhalb der Reichselite eingenommen zu haben. Es bestehen Anhaltspunkte dafür, dass sie schon vor ihrer Ernennung zu Satrapen hohe Ämter in der Persis und Medien bekleideten und bei ihrer Ernennung möglicherweise jene Positionen übernahmen, die vor 223 von Antiochos selbst ausgeübt worden waren.
Nach Polybios war die Herrschaft des jungen Antiochos III. zu Beginn stark vom Einfluss des obersten Hofministers Hermeias geprägt, dessen brutale und misstrauische Politik unter den Philoi Furcht und Groll hervorrief. Molon und Alexandros, die Hermeias’ Gewaltherrschaft verabscheuten, entschieden sich daher im Sommer 222 v. Chr. zur Rebellion. Sie glaubten zudem, dass Achaios, der Statthalter in Kleinasien und Verwandte des Antiochos, sich ihnen anschließen würde, was jedoch nicht eintrat. Ziel der Erhebung war möglicherweise die Loslösung der östlichen Satrapien vom seleukidischen Kernland.
Als der königliche Rat über mögliche Gegenmaßnahmen beriet, empfahl der erfahrene Feldherr Epigenes, dass Antiochos persönlich in den Osten ziehen solle, um die Erhebung niederzuschlagen. Er argumentierte dabei, dass die in Rebellion begriffenen Bevölkerungen beim Anblick ihres rechtmäßigen Herrschers ihre Loyalität erneuern und, falls Molon an seinem Vorhaben festhalte, ihn ergreifen und den Königlichen ausliefern würden. Hermeias verdächtigte ihn jedoch des Verrats und setzte durch, dass stattdessen die Generäle Xenon und Theodotos mit dem Feldzug betraut wurden; den König brachte er hingegen mit einem gefälschten Brief dazu, sich der ägyptischen Front zuzuwenden.
Währenddessen bemühte sich Molon um die Unterstützung benachbarter Satrapen. Dabei lockte er mit der Aussicht auf reiche Beute und gebrauchte gefälschte Briefe, die angeblich von Antiochos stammten zum Zwecke der Täuschung. Dabei bleibt jedoch letztlich unklar in welchem Umfang Molon neben der Persis auch aus anderen Gebieten der Oberen Satrapien Unterstützung erhielt. Möglicherweise verhielt sich das Groß der abtrünnigen Satrapen abwartend. Polybios nennt neben der Persis allein die Kyrthier als Unterstützer des Molon; hätten auch die „Reichsfeinde“ Molon unterstützt, so hätten die höfischen Quellen des Polybios es wohl kaum versäumt, diesem Umstand Rechnung zu tragen.
Die Entsendung von Xenon und Theodotos an die Spitze eines kleinen Heeres hatte offenbar nur den Zweck, die Zagrospässe zu sperren, ehe der Feldzug in Koilesyrien beendet war. Doch gelang es Molon, noch vor dem Eintreffen der Generäle mit einem großen Heer den Zagros zu überqueren und die königlichen Truppen unter Xenon und Theodotos zurückzudrängen. Er besetzte die Apolloniatis, eine reiche Landschaft östlich des Tigris, und gewann dadurch erhebliches Ansehen. Ein Versuch, den Tigris zu überqueren und auch Seleukeia, eine der beiden Hauptstädte des Reichs, zu erobern, scheiterte allerdings an den Verteidigungsmaßnahmen des Zeuxis, dem Befehlshaber über die Stadt, welcher die zur Übersetzung der Truppen herangeschafften Boote kapern ließ. Nach diesem Fehlschlag zog sich Molon in seine Winterquartiere bei Ktesiphon gegenüber von Seleukeia zurück.

### Erfolge gegen Xenoitas und Ausdehnung der Herrschaft
Angesichts dieser Entwicklungen zeigte sich der König besorgt und erwog, den Krieg gegen Ägypten abzubrechen, um selbst gegen Molon zu ziehen. Hermeias überzeugte ihn jedoch davon, dass dies Aufgabe der Generäle sei und der König sich auf die entscheidenden Schlachtfelder konzentrieren solle. Statt eines königlichen Feldzugs wurde daher der Achaier Xenoitas mit umfassenden Vollmachten entsandt, um gegen Molon vorzugehen. Anfangs schien der Feldzug des Xenoitas Erfolg zu haben, doch Molon lockte die königlichen Truppen in eine Falle: Nach dem Übersetzen des Xenoitas über den Tigris zog sich scheinbar überstürzt zurück und überließ sein reiches Lager den Feinden. Während sich diese in Siegestrunkenheit und Plünderung verloren, attackierte Molon das Lager in der Nacht und schlug die Truppen des Xenoitas vernichtend; viele ertranken im Tigris oder wurden in den Zelten erschlagen, auch Xenoitas kam ums Leben.
Nach diesem Sieg überquerte Molon selbst den Fluss, stürmte das Lager des Zeuxis und nahm Seleukeia. Anschließend fielen ihm auch Babylon, die Länder am Persischen Golf und Susa zu, wenngleich die dortige Burg standhielt. Um diese Zeit nahm er, möglicherweise in der Hoffnung, dadurch auch mehr Unterstützung zu erhalten, wohl auch den Königstitel an, was sich allein durch Münzen mit der Inschrift Βασιλέως Μόλωνος belegen lässt.
Polybios weiß von dieser Erhebung zum König nichts zu berichten, möglicherweise aufgrund der seiner seleukidischen Quellen, von welchen man mutmaßen kann, dass sie dieses Ereignis bewusst verschwiegen haben. In den folgenden Monaten setzte Molon seine Expansion fort und bemächtigte sich Parapotamien bis Europos sowie Mesopotamien bis Dura am Tigris.

### Niederlage und Tod
Im königlichen Kriegsrat plädierte Epigenes nach diesen schweren Niederlagen erneut dafür, dass Antiochos selbst gegen Molon ziehen solle, was schließlich gegen den Widerstand des Hermeias beschlossen wurde. Hermeias rächte sich auf grausame Weise für diesen Misserfolg im königlichen Rate. Er erbot sich zunächst, den Sold für die meuternden, unbesoldeten Truppen aus eigenen Mitteln zu zahlen – unter der Bedingung, dass Epigenes vom Feldzug ausgeschlossen werde. Nachdem dieser so aus dem Heer entfernt war, ließ Hermeias einen Brief anfertigen, der ein Bündnis zwischen Epigenes und Molon nahelegte, und diesen durch einen Sklaven unter dessen Papieren legen. Bei einer Durchsuchung seines Gutes wurde das gefälschte Schreiben vom Kommandanten der Zitadelle von Apameia, einem Mitwisser, aufgefunden und Epigenes noch an Ort und Stelle hingerichtet. Polybios berichtet, dass einige Höflinge die Intrige durchschauten, jedoch nicht wagten, den König darüber zu unterrichten.
Antiochos übernahm nun persönlich die Führung seiner Truppen, überschritt den Euphrat und zog nach Osten. Nach einer 40-tägigen Rast in Antiocheia in Mygdonien setzte er im Frühjahr 220 v. Chr. den Feldzug fort. Anstatt dem Plan des Hermeias zu folgen und am westlichen Ufer des Tigris zu marschieren, entschied sich der König für eine Überquerung des Flusses. Er befreite Dura, überschritt das Gebirge Oreikon und erreichte Apollonia, die Hauptstadt der Apolloniatis. Molon erkannte die Gefahr, von Medien abgeschnitten zu werden, und zog seinem Gegner entgegen. Allerdings war seine Position geschwächt: Die Bevölkerung Babyloniens und Susianas stand ihm feindlich gegenüber, und selbst unter seinen eigenen Truppen gab es Zweifel an seinem Erfolg. Nur den kyrtischen Schleuderern war noch zu vertrauen.
Die beiden Heere trafen an einem Gebirgspass aufeinander. Molons Versuch, das königliche Lager nachts zu überfallen, misslang, was Panik in seinen Reihen auslöste. Als dann in der Schlacht am Folgetag sein gesamter linker Flügel zu Antiochos überlief, verlor Molon den Mut und beging noch auf dem Schlachtfeld Selbstmord.
Sein Bruder Neolaos, der den linken Flügel befehligt hatte, eilte in die Persis und erschlug dort die gemeinsame Mutter sowie die Kinder seines Bruders, ehe er sich selbst das Leben nahm. Auch Alexandros, welcher zur Zeit der Schlacht in der Persis harrte, gab sich selbst den Tod. Nach der Schlacht wurde die Leiche des Molon ergriffen und als Symbol der seleukidischen Königsmacht sowie zur Abschreckung an einem vielbegangenen Pass des Zagrosgebirges auf einem Pfahl zur Schau gestellt. Antiochos tadelte die Truppen des Molon in einer langen Rede, begnadigte sie jedoch zuletzt und führte sie anschließend in ihre Heimat zurück. Damit endete der Aufstand im Frühjahr 220 v. Chr. mit der totalen Niederlage der Rebellen.